# Foau jezik
Foau jezik (doa; ISO 639-3: flh), jedan od lakes plain jezika, nekad dio porodice Geelvink Bay, kojim govori 230 ljudi (1975 SIL) u selima Foa and Mudiay, sjeverno od donjeg toka rijeke Idenburg na otoku Nova Gvineja, Indonezija.
Jezik pripada istočnoj podskupini, a srodan mu je diebroud [tbp]. Pripadnici etničke grupe, plemena Foau ili Doa, često se žene s plemenima Dabra, Baso, Taiyeve, Mander, Ures i Jagowa

## Vanjske poveznice
- Ethnologue (14th)
- Ethnologue (15th)